# Operatie Barleycorn
Onder de codenaam Operatie Barleycorn werden vanaf mei tot en met augustus 1945 Duitse krijgsgevangenen vrijgelaten. 

## Geschiedenis
Gedurende de Tweede Wereldoorlog maakte de geallieerden veel krijgsgevangenen. Tijdens Operatie Barleycorn werden hoofdzakelijk personen vrijgelaten die uit speciale beroepsgroepen voortkwamen. Ze moesten hun kennis gebruiken voor de wederopbouw van Duitsland. Het ging onder andere om landbouw-, voedsel- en transportdeskundigen. Eind augustus kwam er een voorlopige stop op de vrijlatingen.